# 자니 윤 이야기쇼
《자니 윤 이야기쇼》는 서울방송(SBS)에서 1991년 12월 14일부터 1992년 12월 20일까지 방영된 토크 쇼 프로그램이다. 진행자는 자니 윤이다. 후속 프로그램은 《주병진쇼》이다.

## 방송 시간
| 방송 채널 | 방송 기간                          | 방송 시간                                                            |
| --------- | ---------------------------------- | -------------------------------------------------------------------- |
| SBS TV    | 1991년 12월 14일 ~ 1992년 3월 22일 | 매주 토요일 밤 9:20 ~ 10:20 (60분) 매주 일요일 밤 10시 ~ 11시 (60분) |
| SBS TV    | 1992년 3월 28일 ~ 1992년 12월 20일 | 매주 토요일, 일요일 밤 9시 55분 ~ 10시 55분 (60분)                   |

## 진행자
- 자니 윤
- 조영남, 김세환 (공동 진행)

## 오케스트라
- sbs 관현악단 - 지휘 김정택

## 결방
- 1991년 12월 15일 : 9시부터 개국특집 2부작 드라마 <길> 편성[1]
- 1992년 8월 15일 : 광복절 특집 드라마 <마록열전> 2부 편성[2]
- 1992년 8월 16일 : <마록열전> 3부 편성[3]
- 1992년 11월 14일 : 창사 2주년 특선영화 탱고와 캐쉬 편성[4]
- 1992년 11월 15일 : 창사 2주년 특선영화 미저리 편성[5]

## 참고 사항
- MC 자니 윤은 해당 프로그램 이후 한동안 방송활동을 중단했다가 2002년 7월 14일 첫 방영된(첫 회는 일요일 밤 11시에 방송했으나 2회부터 일요일 밤 10시 30분에 방영) iTV <What's up> (2002년 11월 10일부터 <자니 윤 나이트쇼>로 제목 변경했고 2003년 1월 26일까지 일요일 밤 10시 30분에 방영됐지만 그 해 2월 8일부터 4월 5일 마지막회까지 토요일 밤 11시 30분에 방송됨) 진행을 맡아 방송활동을[6] 재개했다.
- 지나친 간접광고 뿐 아니라[7] "말장난과 음담패설만 늘었다"는 지적을[8] 샀다.